# Max Apel
Max Apel (Berlin, 1869. május 16. – 1945) német filozófus, egyetemi tanár.

## Élete
Apja Max Apel, anyja Brand Apel volt. A Humboldt Egyetemen tanult filozófiát, itt doktorált 1894-ben. Disszertációja címe: Die Grundbegriffe der Kritik der reinen Vernunft Receptivität, Spontaneität und intellektuelle Anschauung, in ihrer Bedeutung für die Kritische Erkenntnistheorie. Ezután filozófiatanár lett a berlini Freie Hochschule-ben. Országos hírnevet Philosophisches Wörterbuch című, először 1930-ban megjelent munkájának köszönheti, a mű hatodik kiadása 1976-ban jelent meg Peter Christian Ludz átdolgozásában. A Kant-Gesellschaft és a Gesellschaft für ethische Kultur tagja volt.

## Munkái
- Kant's erkenntnistheorie und seine stellung zur metaphysik. Eine einführung in das studium von Kants Kritik der reinen vernunft, Berlin, 1895.
- Kritische Anmerkungen zu Haeckels "Welträtsel" : ein Commentar für nachdenkliche Leser, Berlin, 1904.
- Wie studiert man Philosophie? Eine Anleitung zum Studium und zum Selbststudium der Philosophie, zugleich eine Einführung in die philosophischen Probleme, Stuttgart, 1911.
- Begabungs-Schulen. Freie Bahn der deutschen Jugend, Berlin-Charlottenburg, 1917.
- Die Volksschule als Einheitsschule, Berlin, 1919.
- Die Volkshochschule im neuen Deutschland, Berlin, 1919.
- Zur Einführung in die Philosophie, Charlottenburg, 1920.
- Die Weltanschauung des Materialismus, Charlottenburg, 1920.
- Die Philosophie auf der Volkshochschule, Langensalza, 1920.
- (Hrsg.): Der Lebenswert der Volkshochschule. Bekundungen der Hörer, Charlottenburg, 1920.
- Einführung in Kants Kritik der reinen Vernunft, Charlottenburg, 1921.
- Kommentar zu Kants Prolegomena; eine Einführung in die kritische Philosophie, Leipzig, 1923.
- Philosophisches Wörterbuch, Berlin, 1930.
- Einführung in die Gedankenwelt Josef Dietzgens. Eine Kritik der materialistischen Weltanschauung, Berlin, 1931.
- Die Weltanschauungen der grossen Denker, Leipzig, Reclam, év nélkül (1931 körül).
- Philosophisches Wörterbuch, 6. kiadás, Berlin, New York, de Gruyter, 1976., Peter Christian Ludz átdolgozásában

## Fordítás
- Ez a szócikk részben vagy egészben  a   Max Apel című német Wikipédia-szócikk ezen változatának fordításán alapul.  Az eredeti cikk szerkesztőit annak laptörténete sorolja fel. Ez a jelzés csupán a megfogalmazás eredetét és a szerzői jogokat jelzi, nem szolgál a cikkben szereplő információk forrásmegjelöléseként.